# Grammostola alticeps
Espèce
Synonymes
- Citharoscelus alticeps Pocock, 1903

Grammostola alticeps est une espèce d'araignées mygalomorphes de la famille des Theraphosidae.

## Distribution
Cette espèce est endémique d'Uruguay.

## Publication originale
- Pocock, 1903 : On some genera and species of South American Aviculariidae. Annals and Magazine of Natural History, sér. 7, vol. 11, p. 81-115 (texte intégral).